# ماكس كلارك
ماكس كلارك (بالإنجليزية: Max Clark) (19 يناير 1996 بكينغستون أبون هال في المملكة المتحدة - ) هو لاعب كرة قدم بريطاني في مركزي الدفاع والوسط. لعب مع كامبريدج يونايتد وهال سيتي.

## وصلات خارجية
- ماكس كلارك على موقع قاعدة بيانات كرة القدم.إي يو (الإنجليزية)
- ماكس كلارك على موقع Soccerbase.com (لاعب) (الإنجليزية)
- ماكس كلارك على موقع Soccerway.com (الإنجليزية)